# Zîbînî (Zîbînî), Bilohirsk
Zîbînî (în ucraineană Зибини) este localitatea de reședință a comunei Zîbînî din raionul Bilohirsk, Republica Autonomă Crimeea, Ucraina.

## Demografie
Componența lingvistică a localității Zîbînî
     Rusă (76,95%)
     Ucraineană (12,16%)
     Tătară crimeeană (8,06%)
     Alte limbi (0,53%)
Conform recensământului din 2001, majoritatea populației localității Zîbînî era vorbitoare de rusă (76,95%), existând în minoritate și vorbitori de ucraineană (12,16%), tătară crimeeană (8,06%) și armeană (1,81%).